# Ediție specială

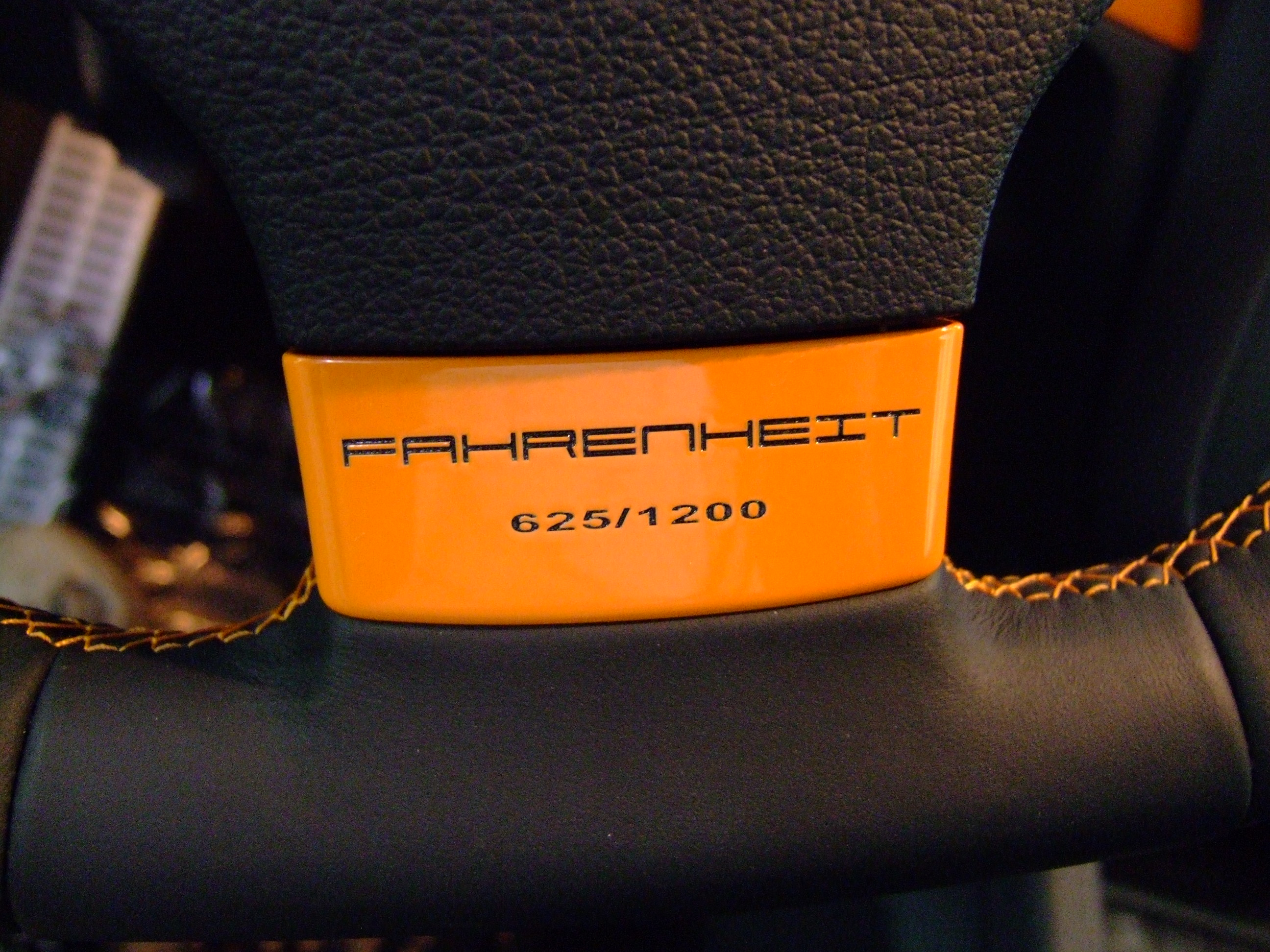
Placă numerotată pentru o ediție specială a unui automobil Volkswagen GTI - o ediție limitată de 1.200 de bucăți

Termenii ediție specială, ediție limitată, precum și variante ca ediție de lux, sau ediție de colecție, sunt folosite ca un stimulent de marketing pentru diferite tipuri de produse artistice publicate inițial, cum ar fi cărți, tipărituri, jocuri video sau muzică și filme înregistrate, dar care pot include acum mașini, vinuri fine și whisky-uri, printre alte produse. O ediție limitată este limitată de numărul de exemplare produse, deși, de fapt, numărul poate fi foarte mic sau foarte mare. O ediție specială implică faptul că este inclus un material suplimentar de un anumit tip. Termenul este frecvent folosit pentru filmele distribuite pe DVD, adesea atunci când așa-numita ediție „specială” este de fapt singura versiune ce a fost lansată.

## Ediție de colecție
Ediție de colecție poate fi un alt termen pentru ediție specială. El se poate referi, de asemenea, la cărțile în ediții speciale numerotate și limitate numeric, legate uneori manual și semnate de autori și care conțin una sau mai multe lucrări originale produse direct prin munca lor și tipărite sub supravegherea lor.

## Milking
Milking, sau double-dipping, se referă la practica de a scoate mai multe ediții ale aceluiași produs (de obicei, un CD, DVD, disc Blu-ray), în același timp sau la momente diferite, cu scopul de a ademeni consumatorii să cumpere mai mult de o singură ediție. Acest lucru poate fi realizat prin lansarea, de exemplu, a unei ediții speciale, a unui director's cut, a unei ediții finale, a unei ediții de colecție, uneori cu caracteristici diferite sau materiale suplimentare.
Consumatorul poate fi convins să cumpere mai multe ediții, cu convingerea că conținutul sau caracteristicile suplimentare aduc produsului un plus de valoare față de produsul deja deținut.